# Дебре, Жан-Батист
Жан-Батист Дебре (фр. Jean-Baptiste Debret; 18 апреля 1768, Париж, — 28 июня 1848, там же) — французский художник. Наибольшую известность получил как создатель литографических изображений жизни населения Бразилии в XIX веке. Старший брат архитектора Франсуа Дебре.

## Биография

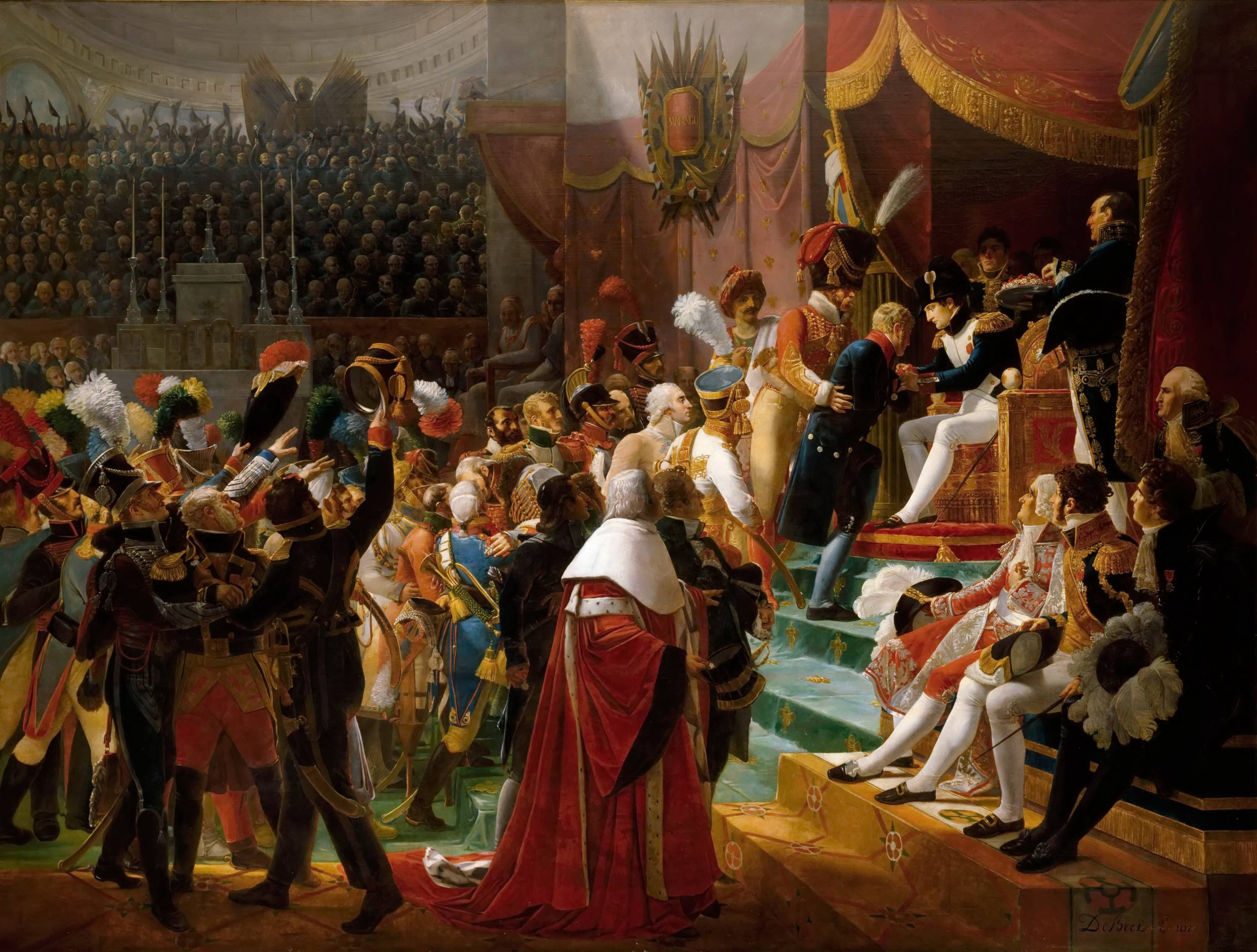
Вручение Ордена Почётного Легиона 15 июля 1804 г. в Доме инвалидов (1812)

Как художник сформировался во Франции, когда в искусстве превалировал неоклассицизм. Обучался в Академии изящных искусств, ученик Жака-Луи Давида (1748—1825), который был его двоюродным братом. В 1780-х годах сопровождал Давида в поездке в Рим. В 1798 году дебютировал в Парижском салоне изящных искусств, где получил второй приз.
В марте 1816 года отправился в путешествие в Бразилию в составе Французской художественной миссии — группы бонапартистских художников и деятелей искусства, которым было поручено создать в Рио-де-Жанейро Лицей искусств и ремёсел под покровительством португальского короля Жуана VI и графа да Барка. Позднее, в годы правления императора Педру I, лицей превратился в Имперскую академию изящных искусств.

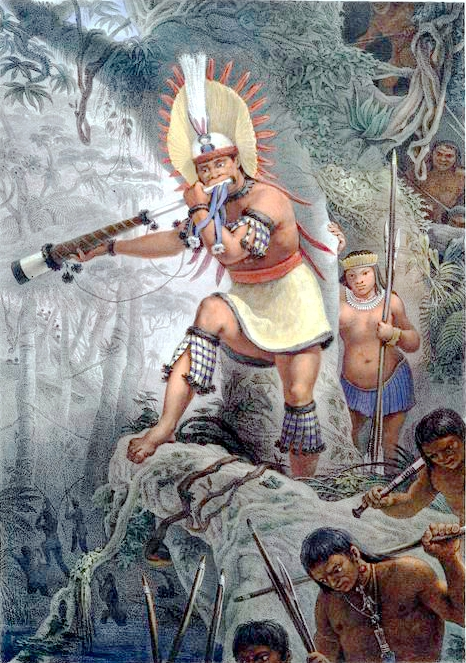
Сигнальная труба вождя бороро (1834)

Длительное время пользовался благосклонностью сначала португальского королевского двора, находившегося в изгнании в Бразилии, затем бразильского императора в Рио-де-Жанейро. Дебре часто получал заказы на портреты членов королевской семьи. В декабре 1822 года Дебре основал ателье при Императорской академии, а в 1826 году создал собственную художественную школу в Бразилии. В 1829 году организовал первую художественную выставку в Бразилии, где также представил собственные работы и произведения учеников. Подобно Давиду при Наполеоне, Дебре нередко получал заказы на оформление официальных и публичных церемоний и праздников, и даже спроектировал некоторые образцы придворных костюмов. Его портрет Жуана VI (1817) напоминает портреты Наполеона в отношении военной и имперской символики.
Находясь в Бразилии, часто переписывался со своим братом, который остался в Париже. Заметив его интерес к бразильской повседневности, Дебре с 1816 по 1831 год посылал ему рисунки уличных сцен, местных обычаев и различных событий. Особый интерес Дебре вызывали положение чёрных рабов и жизнь местных индейцев. Наряду с работами немецкого художника Йоганна Морица Ругендаса (Johann Moritz Rugendas, 1802—1858), работы Дебре — один из важнейших документальных источников о жизни Бразилии в первой половине XIX века.
Свержение Бурбонов послужило толчком к тому, что Дебре в 1831 году вернулся во Францию. Во Франции он был избран членом Академии изящных искусств. В период 1834—1839 годах Дебре опубликовал в 3-х томах серию гравюр под названием «Живописное и историческое путешествие в Бразилию, или Жизнь французского художника в Бразилии» (фр. Voyage Pittoresque et Historique au Brésil, ou Séjour d’un Artiste Français au Brésil). Во многих из них детально запечатлел внешний облик, одежду и повседневный быт бразильцев, как белых, так и чёрных, а также представителей коренных племён, в том числе позже исчезнувших (например, камаканов и ботокудо). Некоторые его городские зарисовки не только отражают повседневную жизнь афробразильцев, но и содержат элементы сатиры и юмора.
К несчастью для Дебре, его работы не пользовались коммерческим успехом. Чтобы заработать на жизнь, он изготавливал литографические изображения своего дальнего родственника Давида, однако их тираж и, соответственно, доходность были невелики.
Умер 28 июня 1848 года в Париже в бедности.

## Галерея изображений

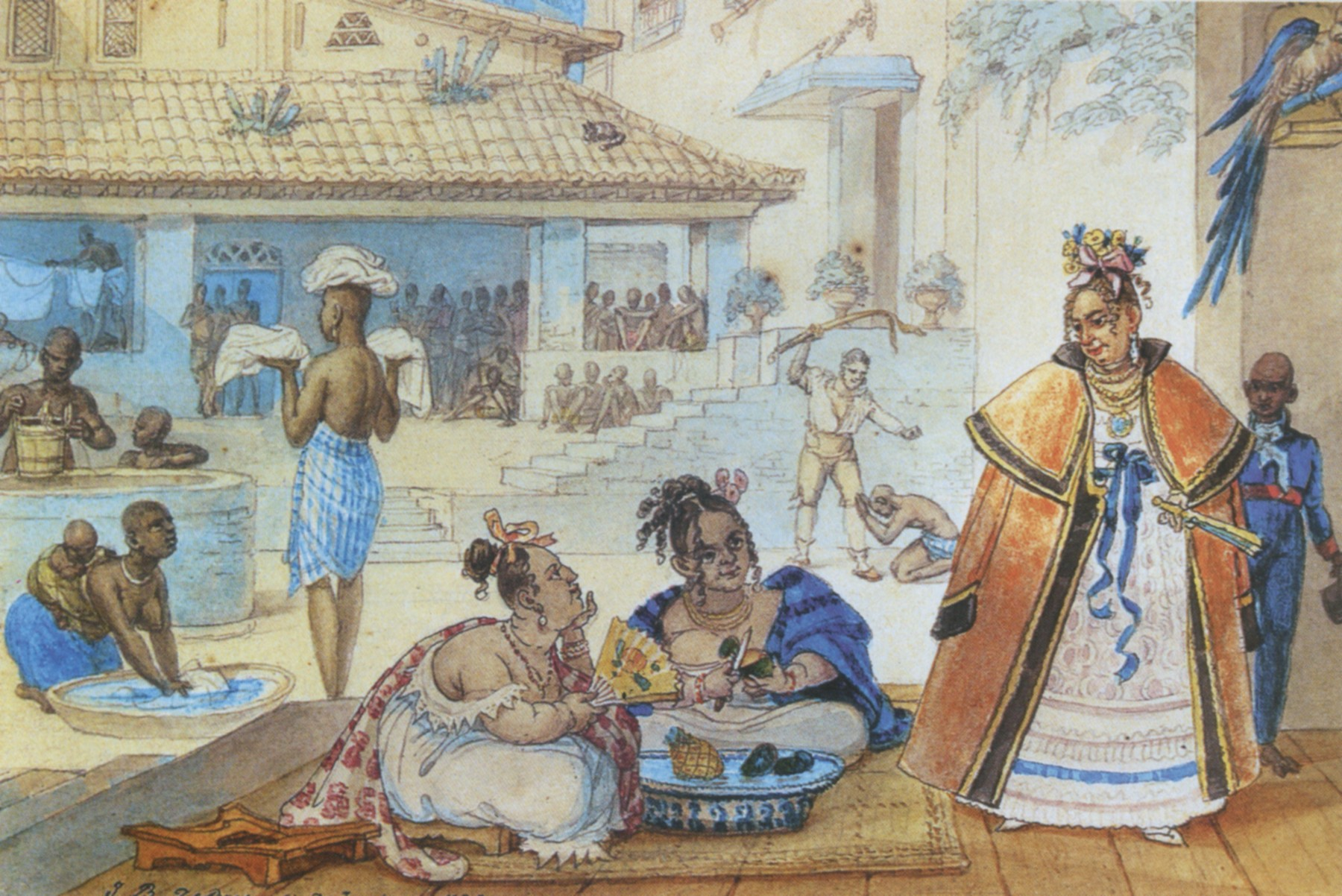
В жилище цыган (1820)
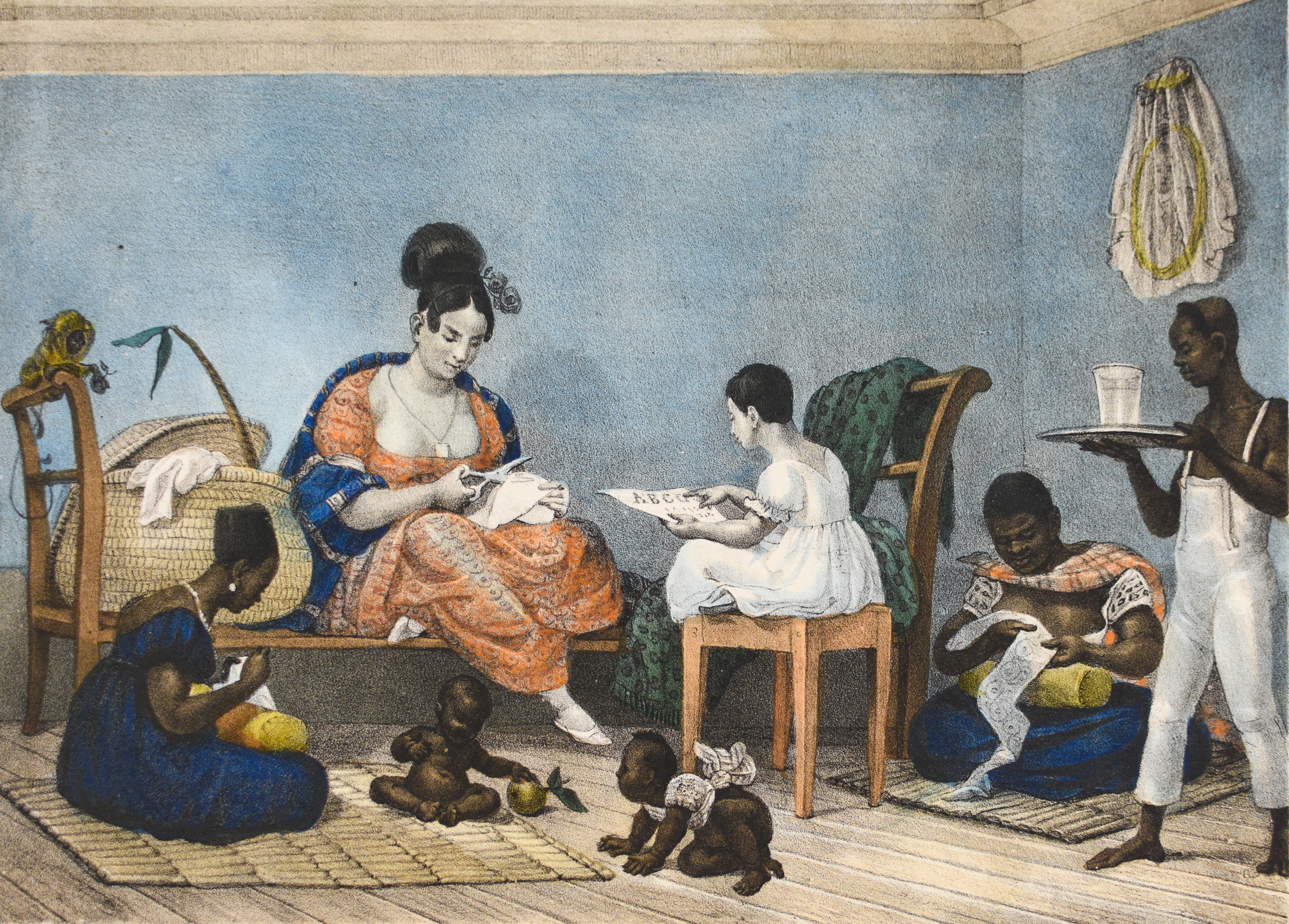
Рио-де-Жанейро. Домашняя сценка (1823)
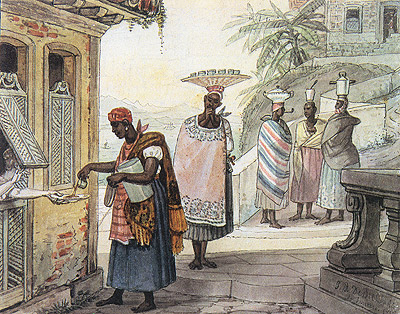
Рио-де-Жанейро. Уличные торговки (1826)
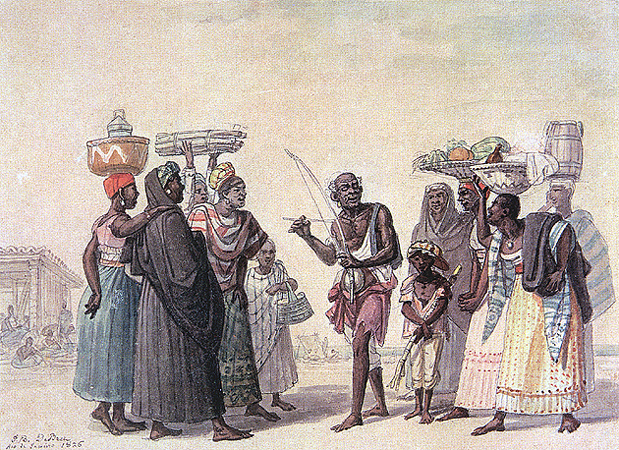
Уличный музыкант с беримбау (1826)
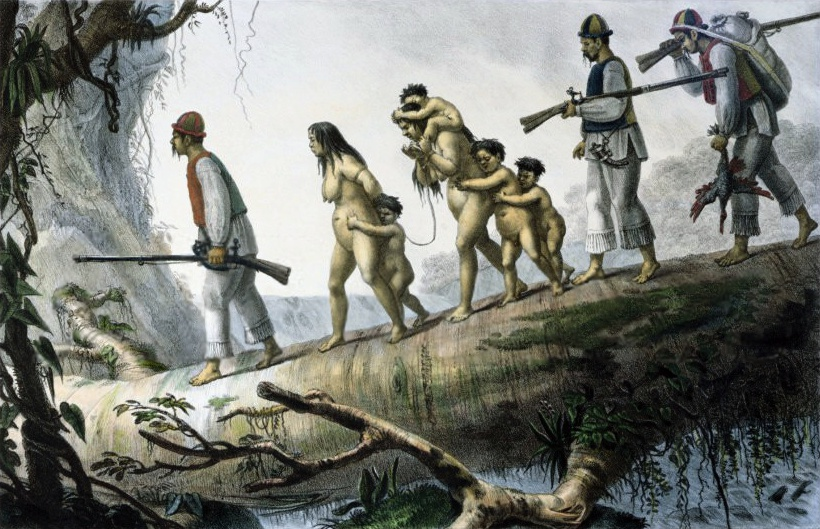
Охотники за рабами из Куритибы (1830)
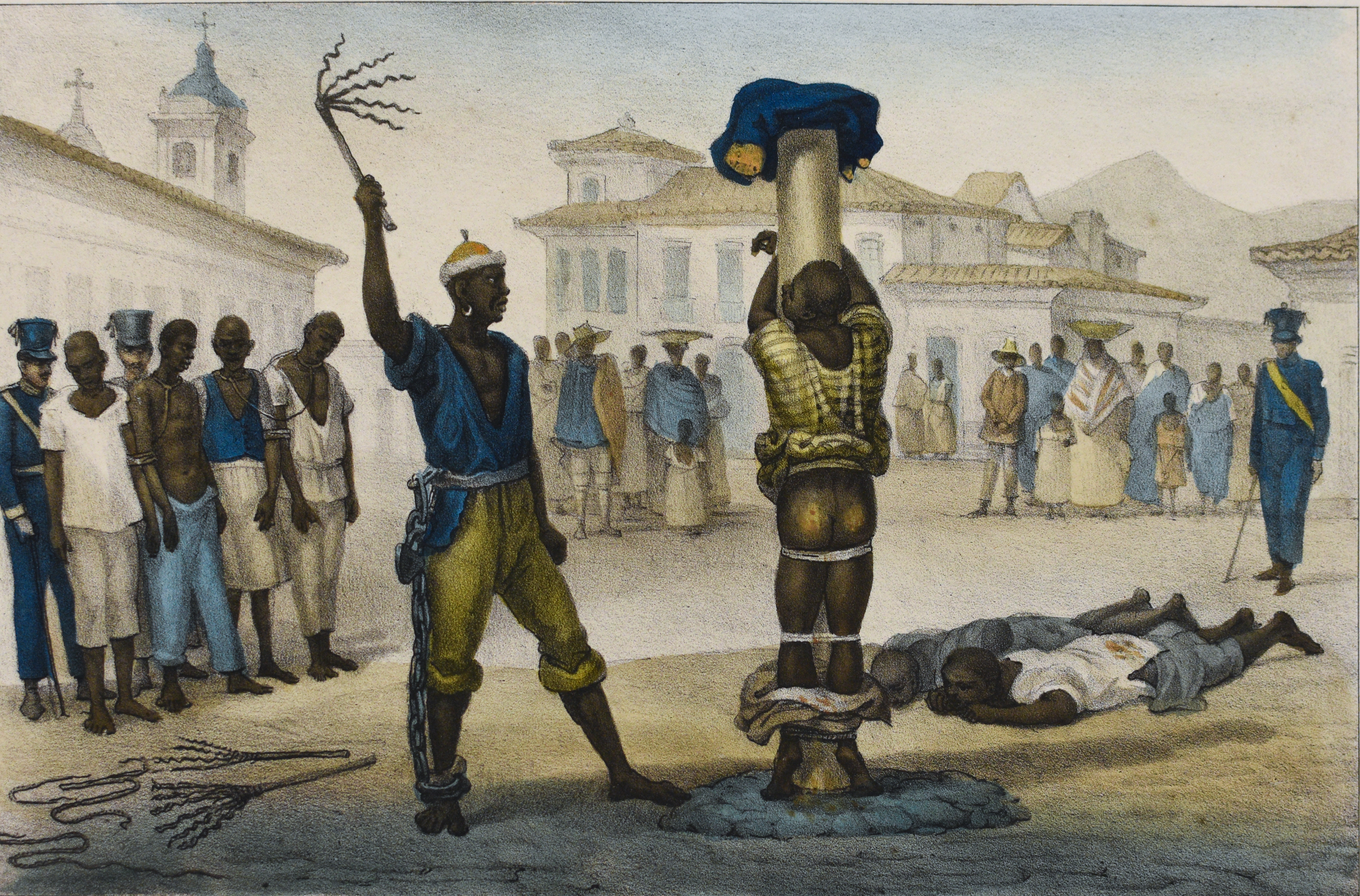
Публичная порка раба (1830)
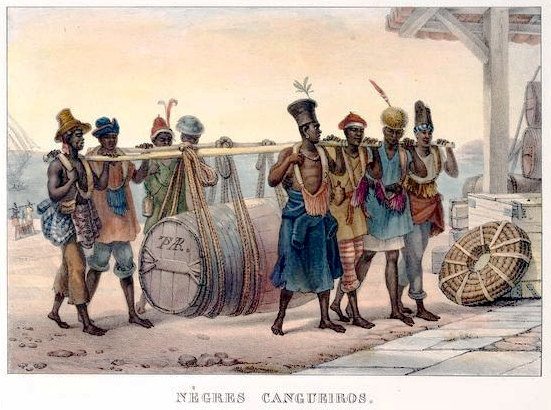
Негры-носильщики (1830)
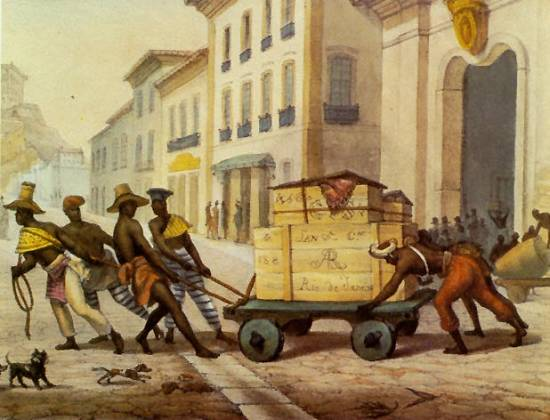
Негры-грузчики (1834)
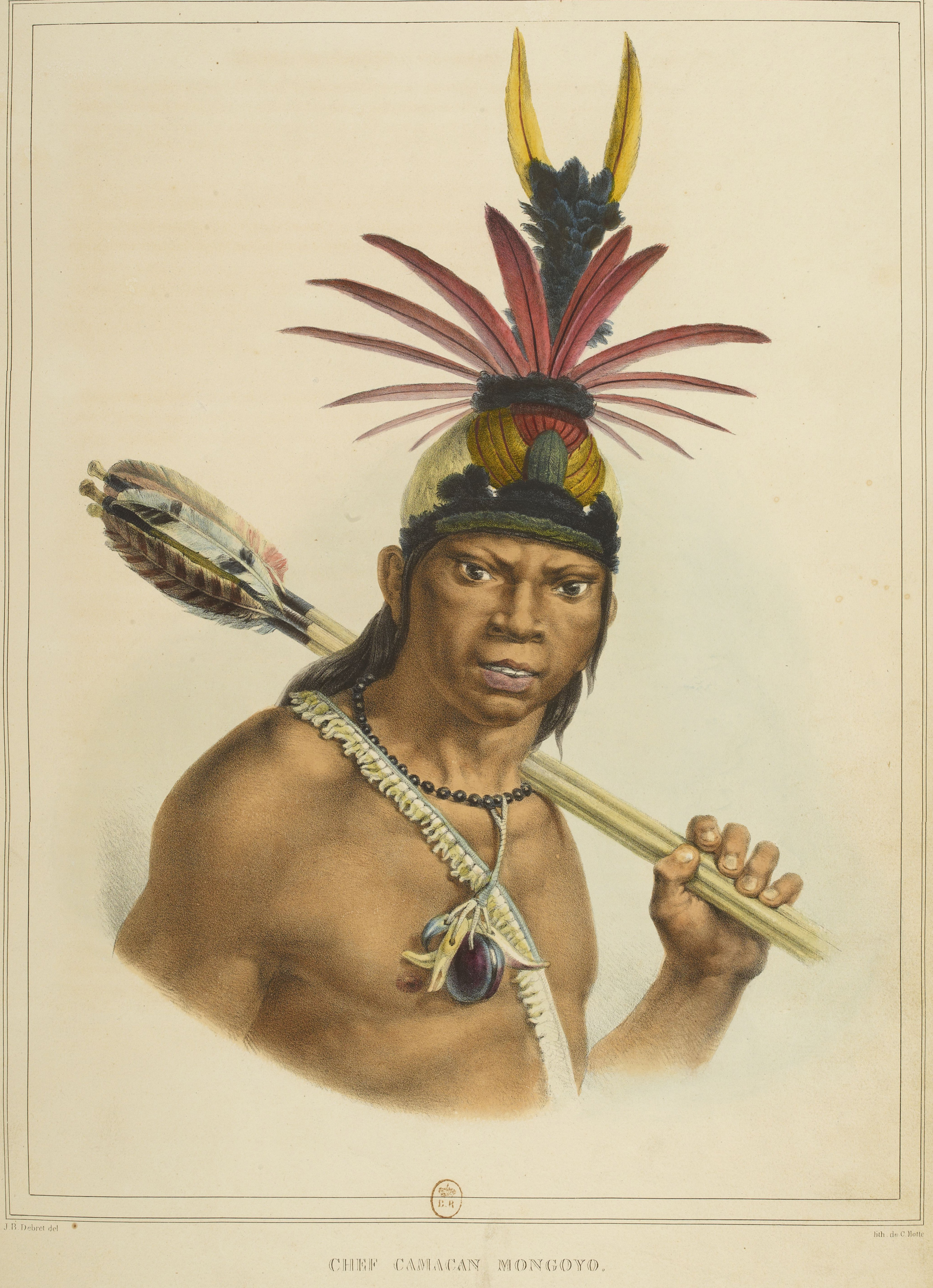
Вождь племени камаканов (1834)
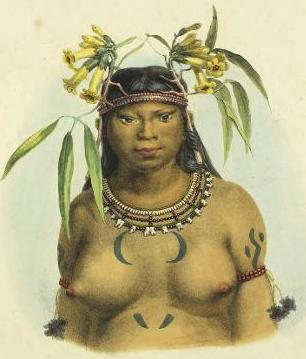
Индианка из племени камаканов (1834)
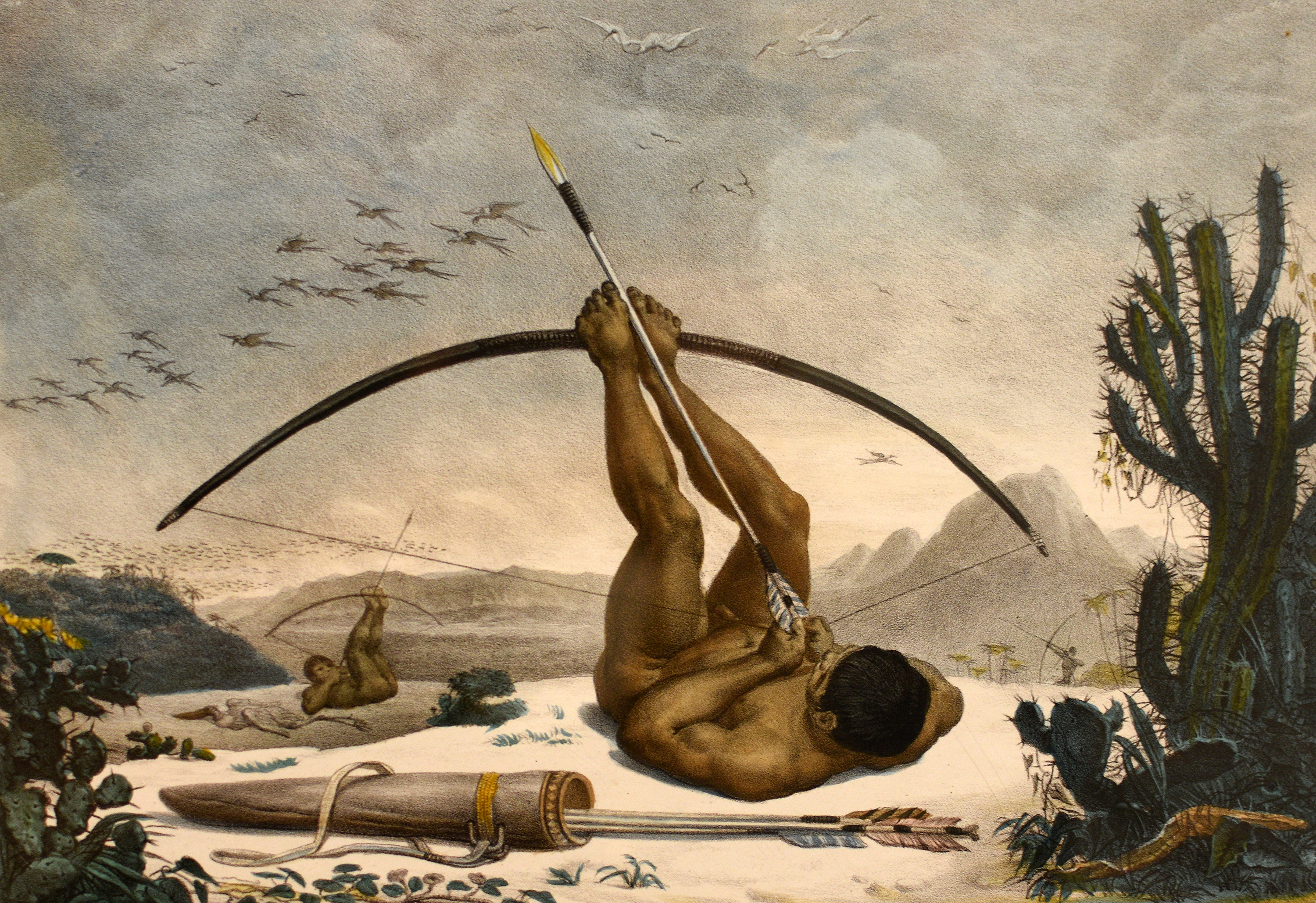
Охотники кабокло с ножными луками (1834)
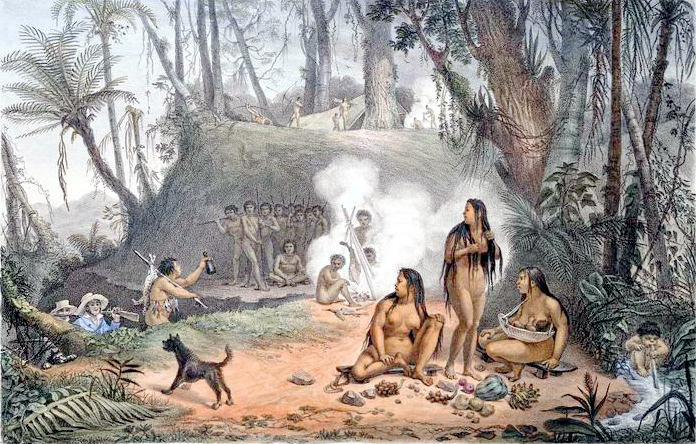
Селение кабокло близ Кантогалло (1834—1839)
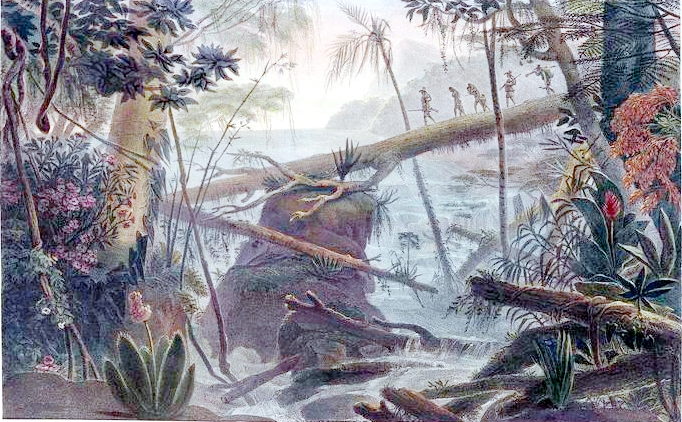
На окраине Параибы (1834—1839)
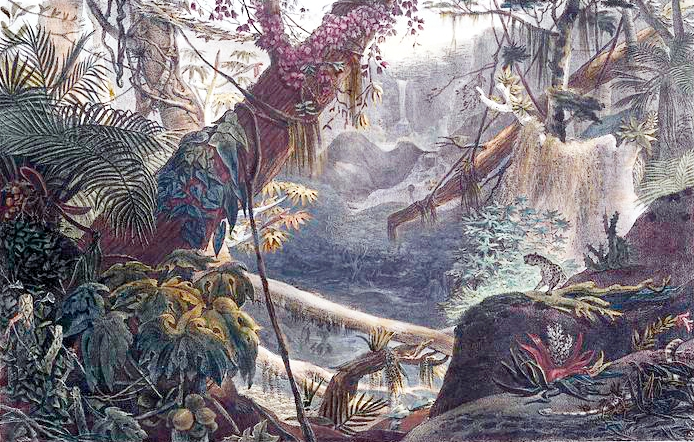
В долине Серра-ду-Мар (1834—1839)
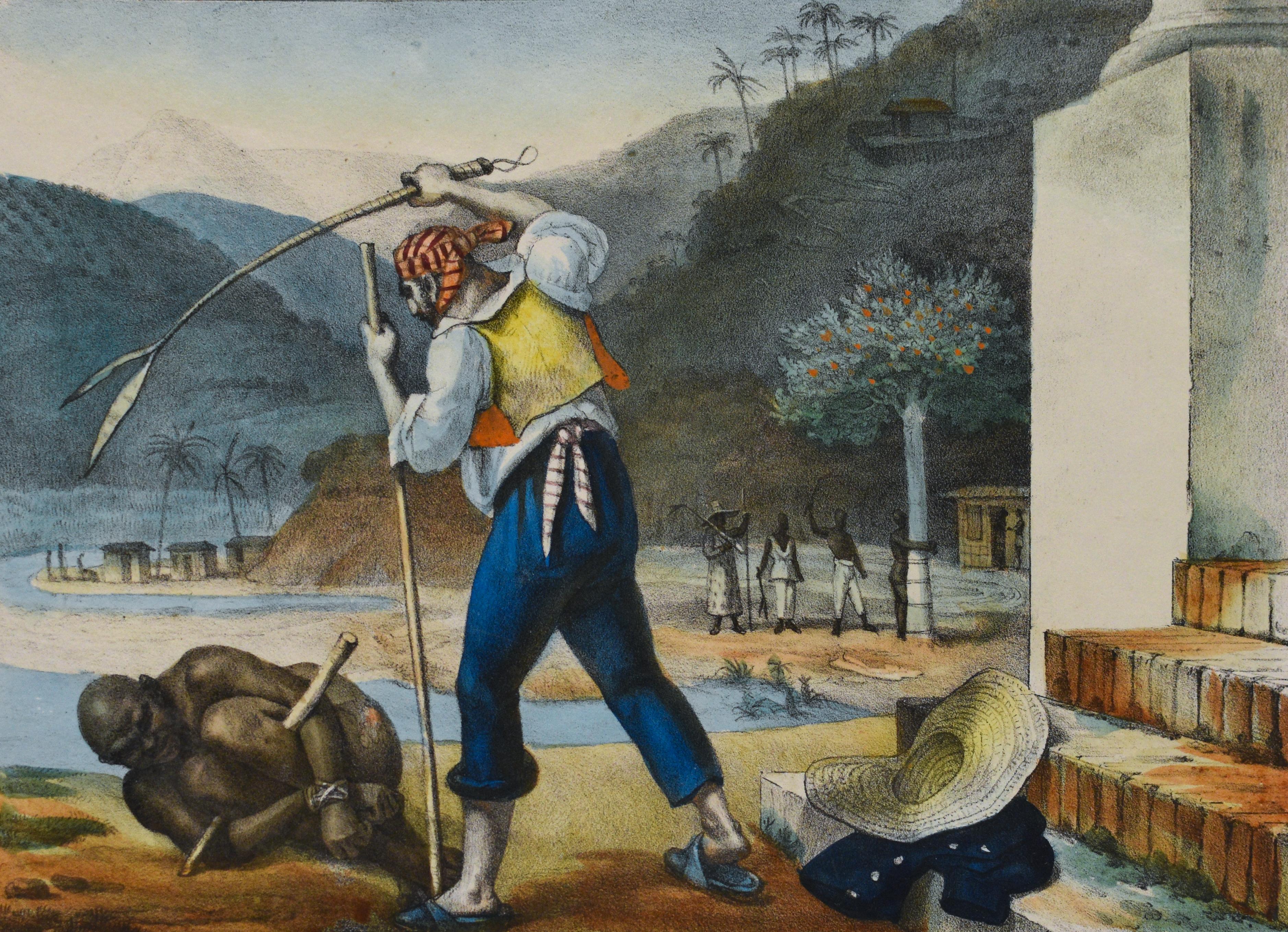
Наказание раба (1834—1839)
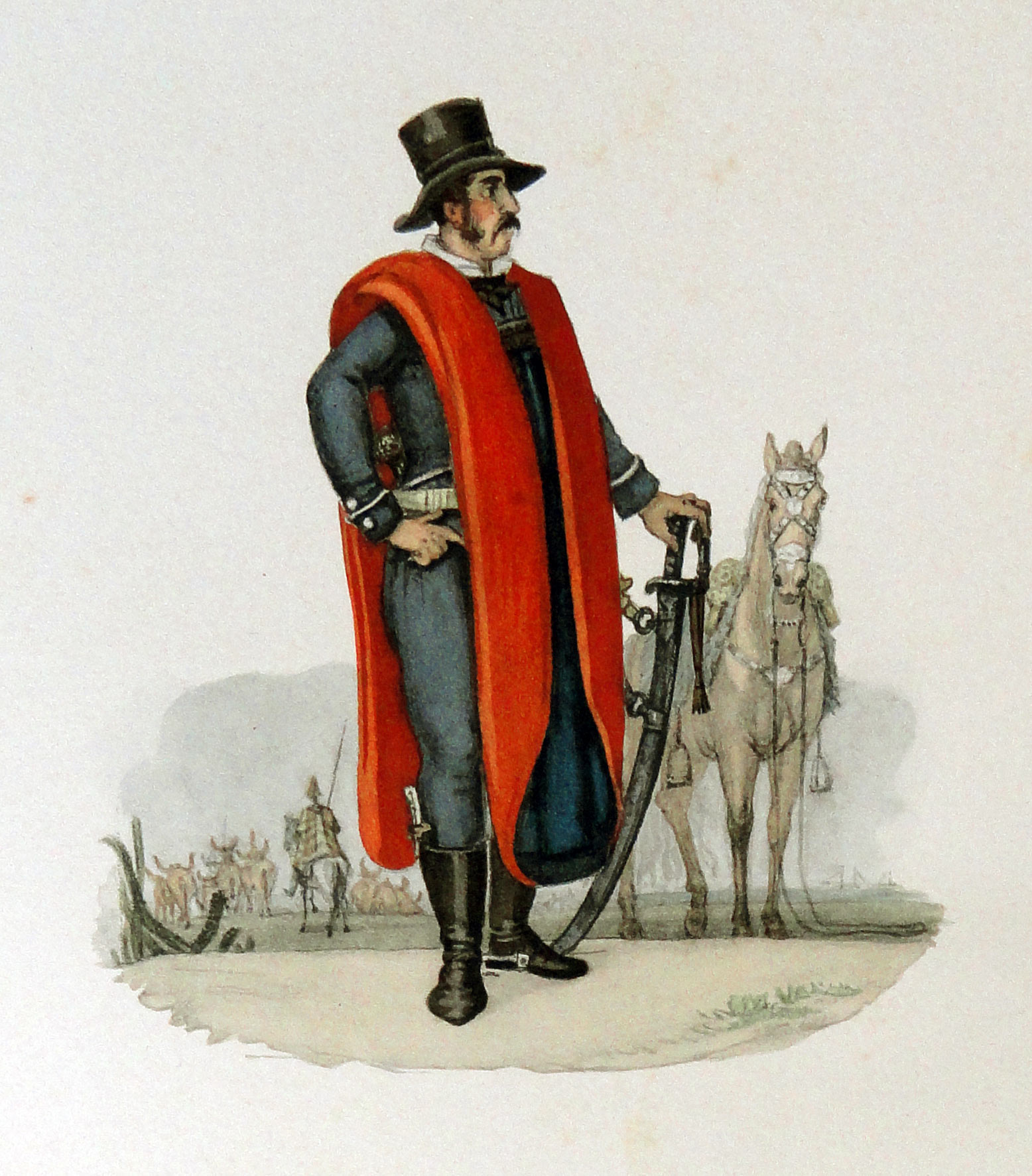
Зажиточный гаучо (1834—1839)
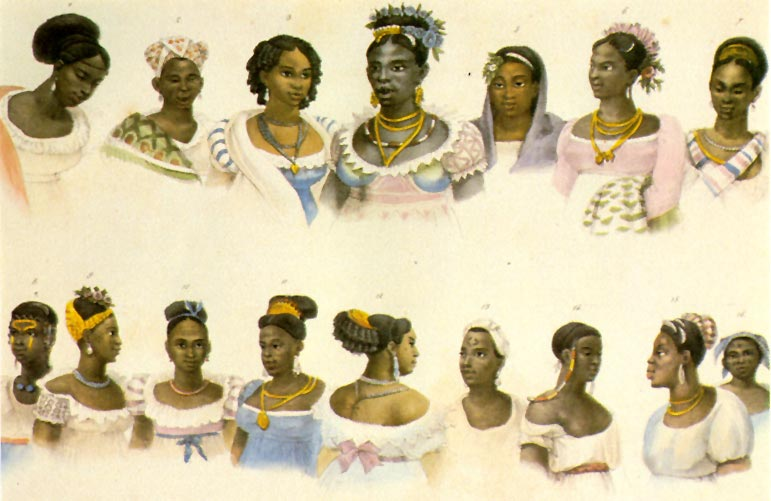
Негритянки (1835)
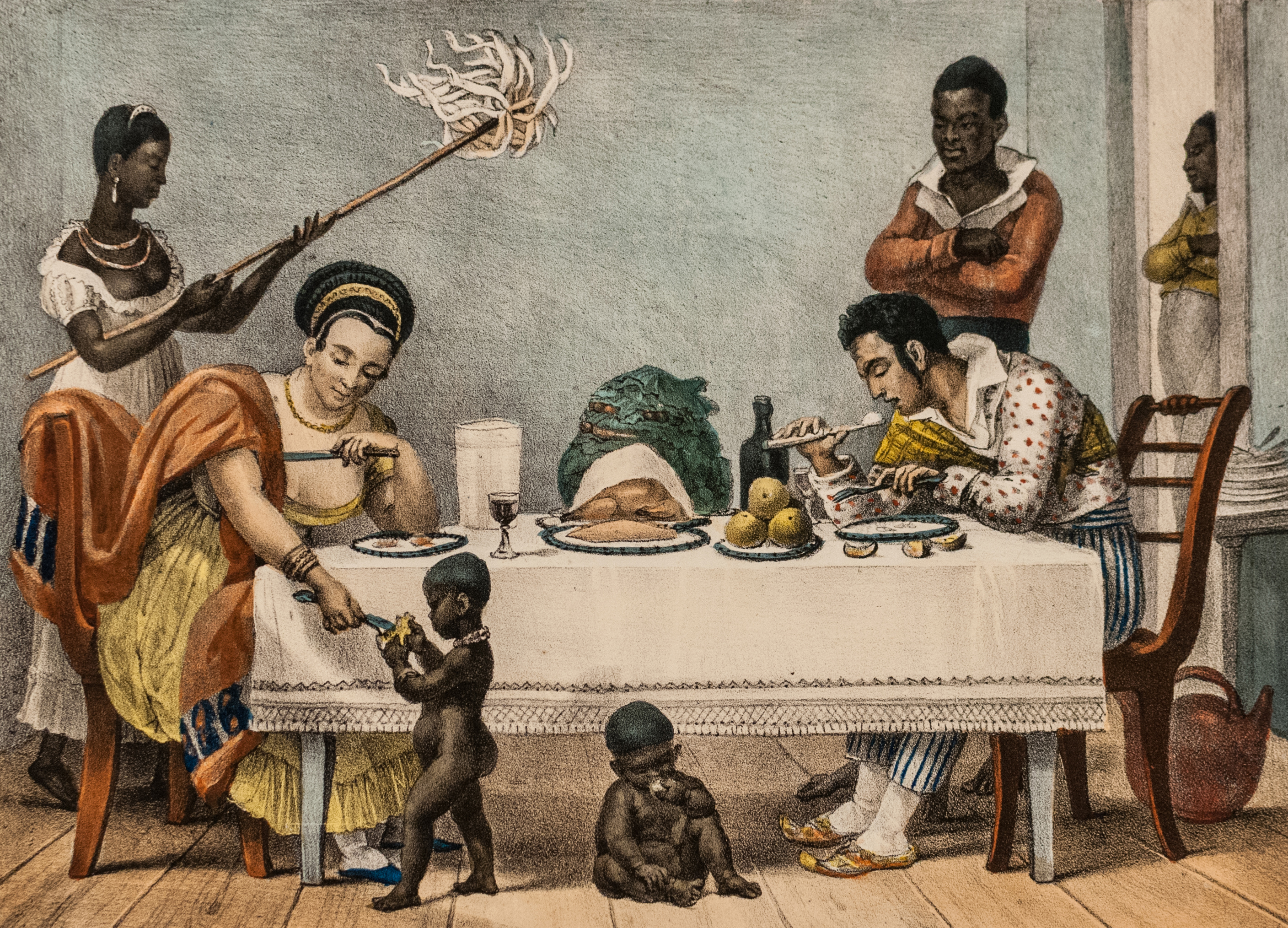
Семейный ужин (1839)
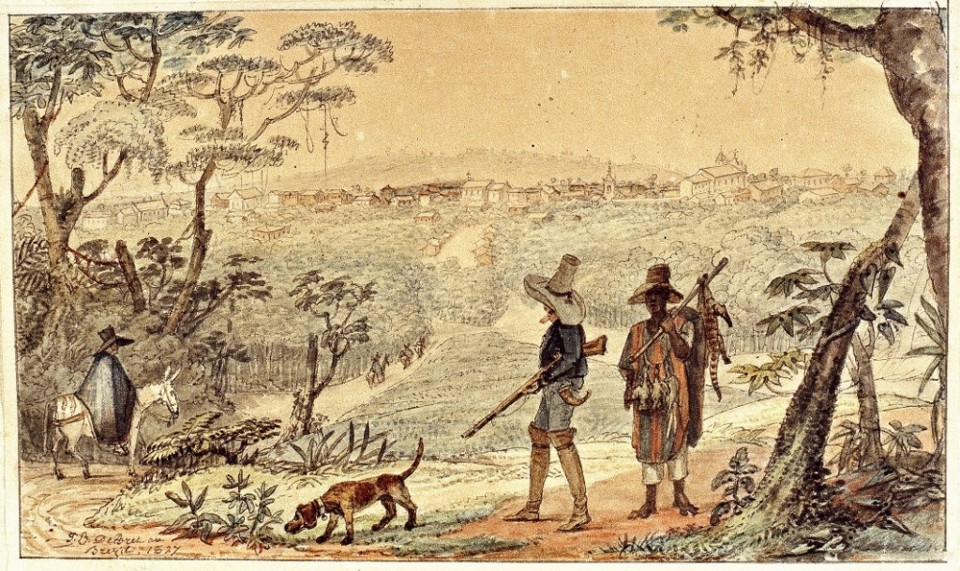
Окрестности Иту
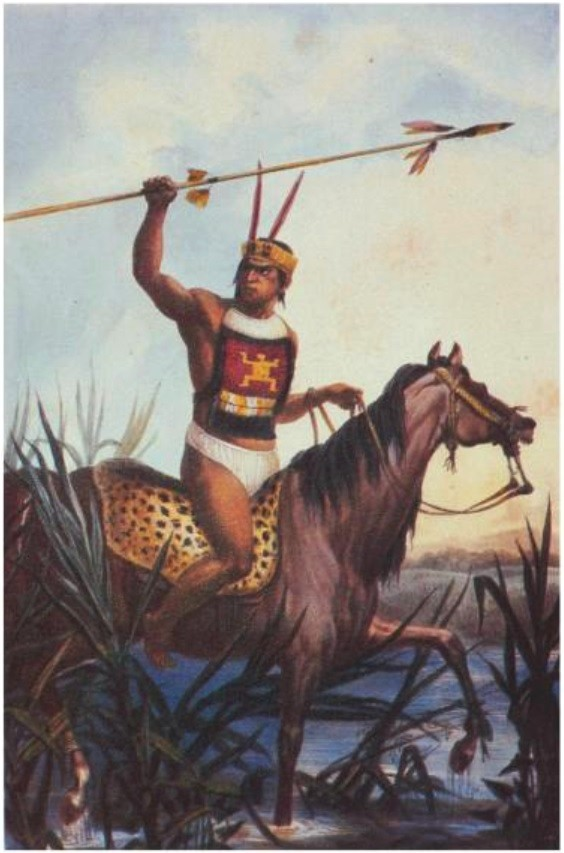
Конный индеец чарруа